# Yan Han
Yan Han (闫涵S, Yán HánP; Harbin, 6 marzo 1996) è un pattinatore artistico su ghiaccio cinese, specializzato nel singolo.

## Palmarès
GP: Grand Prix; CS: Challenger Series; JGP: Junior Grand Prix
| Internazionali | Internazionali | Internazionali | Internazionali | Internazionali | Internazionali | Internazionali | Internazionali | Internazionali | Internazionali | Internazionali | Internazionali | Internazionali |
| Evento | 2009–10        | 2010–11        | 2011–12        | 2012–13        | 2013–14        | 2014–15        | 2015–16        | 2016–17        | 2017–18        | 2019–20        | 2020–21        | 2021–22        |
| --- | -------------- | -------------- | -------------- | -------------- | -------------- | -------------- | -------------- | -------------- | -------------- | -------------- | -------------- | -------------- |
| Giochi olimpici invernali |                |                |                |                | 7°             |                |                |                | 23°            |                |                |                |
| Campionati mondiali |                |                |                |                | 7°             | 10°            | 26°            | R              |                |                | 13°            |                |
| Campionati dei Quattro continenti |                |                |                | 3°             |                | 3°             | 3°             | 10°            | 10°            | 10°            |                |                |
| GP Finale |                |                |                |                | 6°             |                |                |                |                |                |                |                |
| GP Cup of China |                |                |                |                | 1°             | 6°             | 3°             | 5°             | 5°             | 2°             | 2°             | C              |
| GP d'Italia |                |                |                |                |                |                |                |                |                |                |                | R              |
| GP Trophée Eric Bompard |                |                |                |                | 4°             | 8°             |                |                |                |                |                |                |
| GP Skate America |                |                |                |                |                |                | 4°             |                | 5°             |                |                |                |
| GP Skate Canada |                |                |                |                |                |                |                | 10°            |                |                |                |                |
| CS Nebelhorn Trophy |                |                |                |                |                |                |                |                |                | R              |                |                |
| Giochi asiatici invernali |                |                |                |                |                |                |                | 3°             |                |                |                |                |
| Asian Trophy |                |                | 1°             |                |                |                |                |                |                |                |                |                |
| Cup de Nice |                |                |                |                |                |                |                |                | 1°             |                |                |                |
| Internazionali: Junior |                |                |                |                |                |                |                |                |                |                |                |                |
| Campionati mondiali |                | 6°             | 1°             |                |                |                |                |                |                |                |                |                |
| Giochi olimpici giovanili |                |                | 1°             |                |                |                |                |                |                |                |                |                |
| JGP Finale |                | 2°             | 2°             |                |                |                |                |                |                |                |                |                |
| JGP Austria |                | 1°             | 1°             |                |                |                |                |                |                |                |                |                |
| JGP Croazia |                |                |                | 2°             |                |                |                |                |                |                |                |                |
| JGP Repubblica Ceca |                | 1°             |                |                |                |                |                |                |                |                |                |                |
| JGP Italia |                |                | 1°             |                |                |                |                |                |                |                |                |                |
| JGP Slovenia |                |                |                | 5°             |                |                |                |                |                |                |                |                |
| JGP Turchia | 1°             |                |                |                |                |                |                |                |                |                |                |                |
| Nazionali |                |                |                |                |                |                |                |                |                |                |                |                |
| Campionati cinesi | 1°             | 1°             | 3°             | 2°             | 4°             | 2°             |                |                | 1°             | 1°             |                |                |
| Eventi a squadre |                |                |                |                |                |                |                |                |                |                |                |                |
| Giochi olimpici invernali |                |                |                |                | 7° S 4° P      |                |                |                | 6° S 7° P      |                |                |                |
| World Team Trophy |                |                |                | 5° S 9° P      |                | 5° S 3° P      |                |                |                |                |                |                |
| R = Ritirato; C = Evento cancellato S = Risultato della squadra; P = Risultato personale. Medaglie assegnate solo per il risultato della squadra. |                |                |                |                |                |                |                |                |                |                |                |                |